# Myidae
Famille
Synonymes
- Cryptomyinae Habe, 1977
- Myacidae
- Myinae Lamarck, 1809
- Spheniinae F. R. Bernard, 1983

Les Myidae constituent une famille de mollusques bivalves.

## Liste des genres
Selon World Register of Marine Species (20 octobre 2019) :
- Cryptomya Conrad, 1848
- Mya Linnaeus, 1758
- Platyodon Conrad, 1837
- Sphenia Turton, 1822
- Tugonella Jousseaume, 1891
- Tugonia Gray, 1842

Selon ITIS (1 juin 2016) :
- Cryptomya Conrad, 1848
- Mya Linnaeus, 1758
- Paramya Conrad, 1860
- Platyodon Conrad, 1837
- Sphenia Turton, 1822